# Hellestraat (Tiegem)
De Hellestraat is een straatnaam en heuvel in Tiegem bij Anzegem. De Hellestraat komt uit op de top van de Tiegemberg. Op de Tiegemberg staat de Bergmolen.

## Wielrennen
De helling is in 2015 opgenomen in Dwars door Vlaanderen, tussen de Paterberg en de Holstraat. Hij vervangt de Tiegemberg omdat daar aan de weg gewerkt wordt.
In 2024 wordt de helling opgenomen in Dwars door Vlaanderen en in Nokere Koerse. Ook in 2025 is ze opgenomen in Nokere Koerse.
De helling zit ook in de recreatieve fietsroutes LF Heuvelroute en LF Vlaanderenroute.